# Partido judicial de Ibi
El partido judicial de Ibi es uno de los trece partidos judiciales de la provincia de Alicante, Comunidad Valenciana; en concreto se trata del partido judicial n.º 12 de la provincia de Alicante.
El ámbito territorial, que viene regulado por el Real Decreto 529/1983, de 9 de marzo, comprende los municipios de:
- Castalla
- Ibi
- Onil
- Tibi